# Apulien
Apulien (italienisch Puglia [ˈpuʎːa]; oft im Plural Puglie [ˈpuʎːe]; lateinisch Apulia) ist eine in Südost-Italien gelegene Region mit der Hauptstadt Bari. Sie hat 3.890.661 Einwohner (Stand 31. Dezember 2023). Die Halbinsel Salento im Süden Apuliens bildet den Absatz des sogenannten italienischen Stiefels und der Gargano den Stiefelsporn.

## Geografie

### Geografische Lage

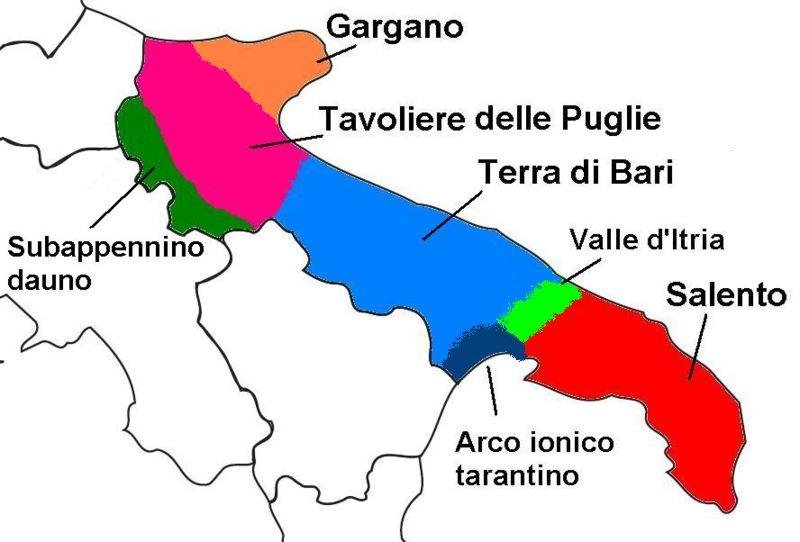
Landschaften Apuliens

Die Region erstreckt sich entlang des Adriatischen und des Ionischen Meers. Mit der Punta Palascìa erreicht die Küste bei Otranto den östlichsten Punkt Italiens, der nur 80 km von der albanischen Küste entfernt ist. Der südlichste Punkt ist die Punta Ristola.

### Oberflächengestalt
Das Gebiet besteht zu 53,3 % aus Ebenen, zu 45,3 % aus Hügelland und zu 1,5 % aus Gebirge. Damit ist Apulien die flachste Region Italiens. Die Landschaften sind von Norden nach Süden die bergige Halbinsel Gargano mit den vorgelagerten Tremiti-Inseln, die ebenen Tavoliere delle Puglie, die anschließende Ebene Terra di Bari, die Kalkhochebene der Murge, die Küstenebene von Tarent und das Valle d’Itria, welches das südlichste Gebiet, die größtenteils ebene Halbinsel Salento, abschließt. Die Monti della Daunia, das einzige Gebirge über 1000 m neben dem Gargano, bilden die Grenze zu Kampanien und erreichen im Monte Cornacchia 1152 m Höhe.

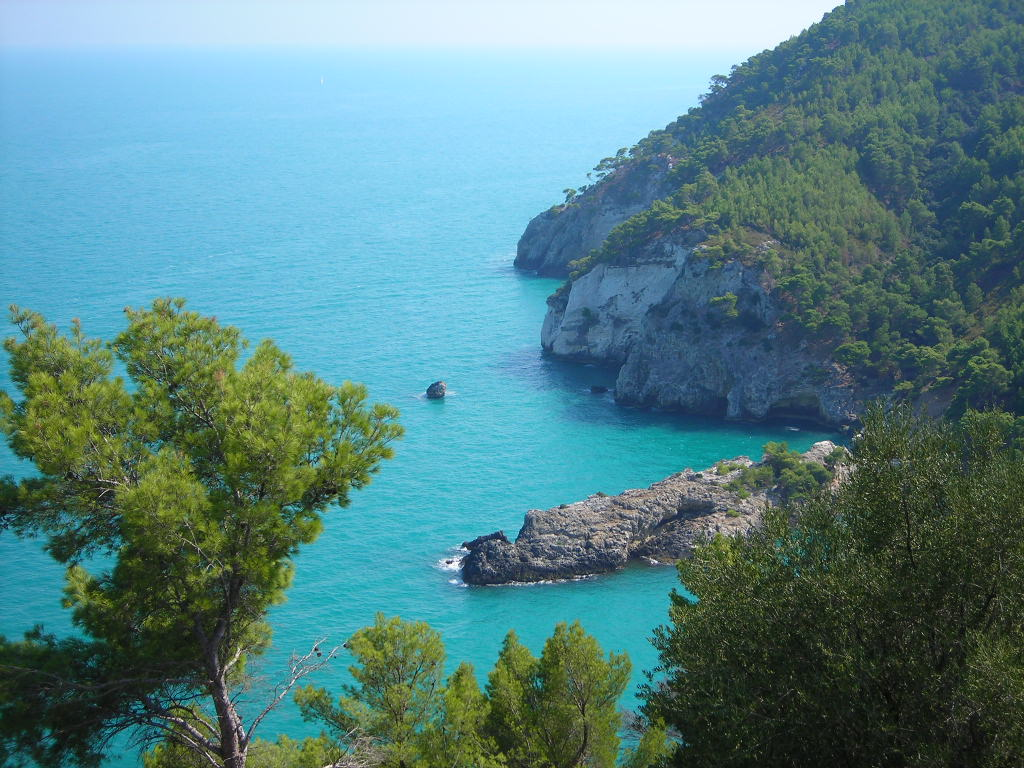
Küstenabschnitt des Gargano
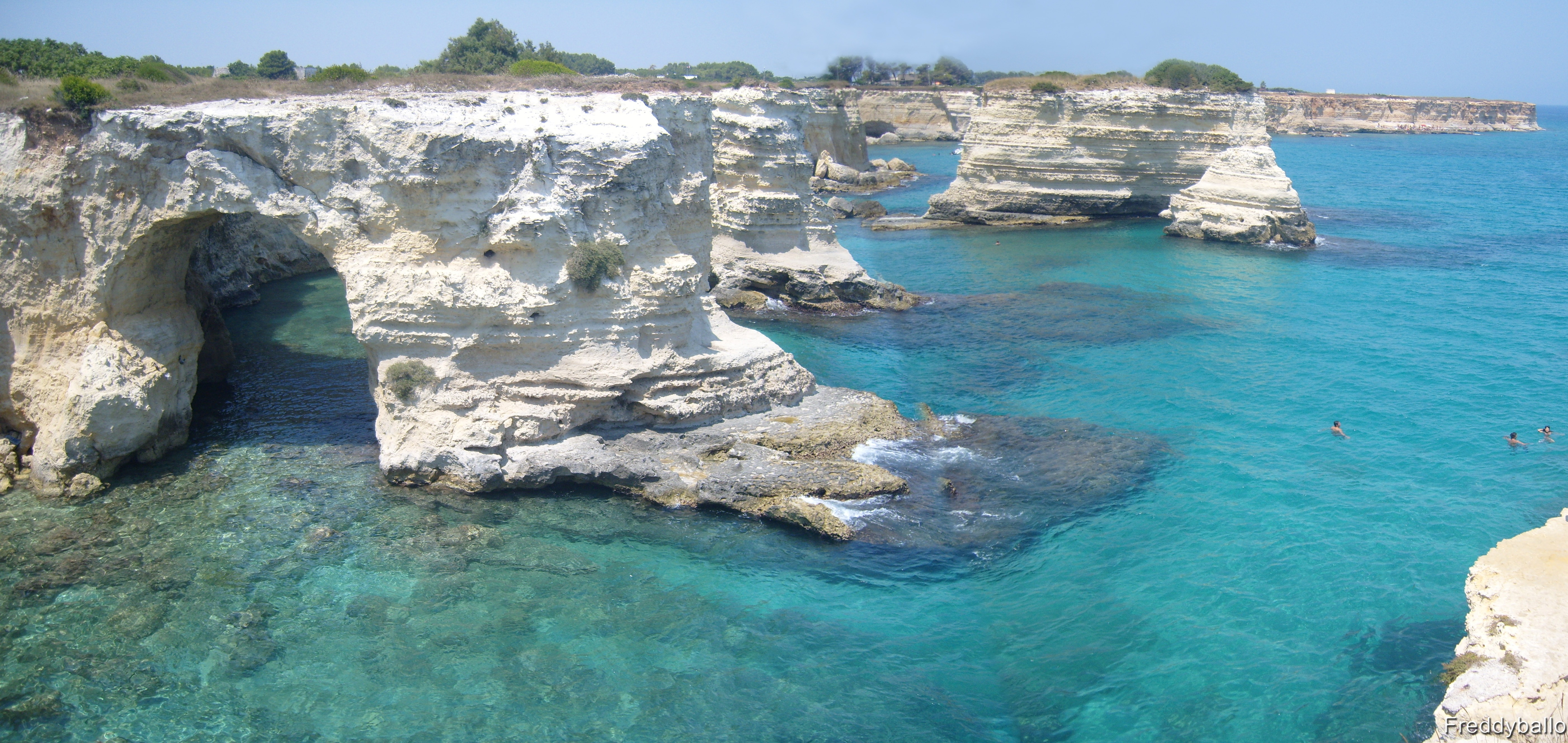
Torre Sant’Andrea bei Melendugno
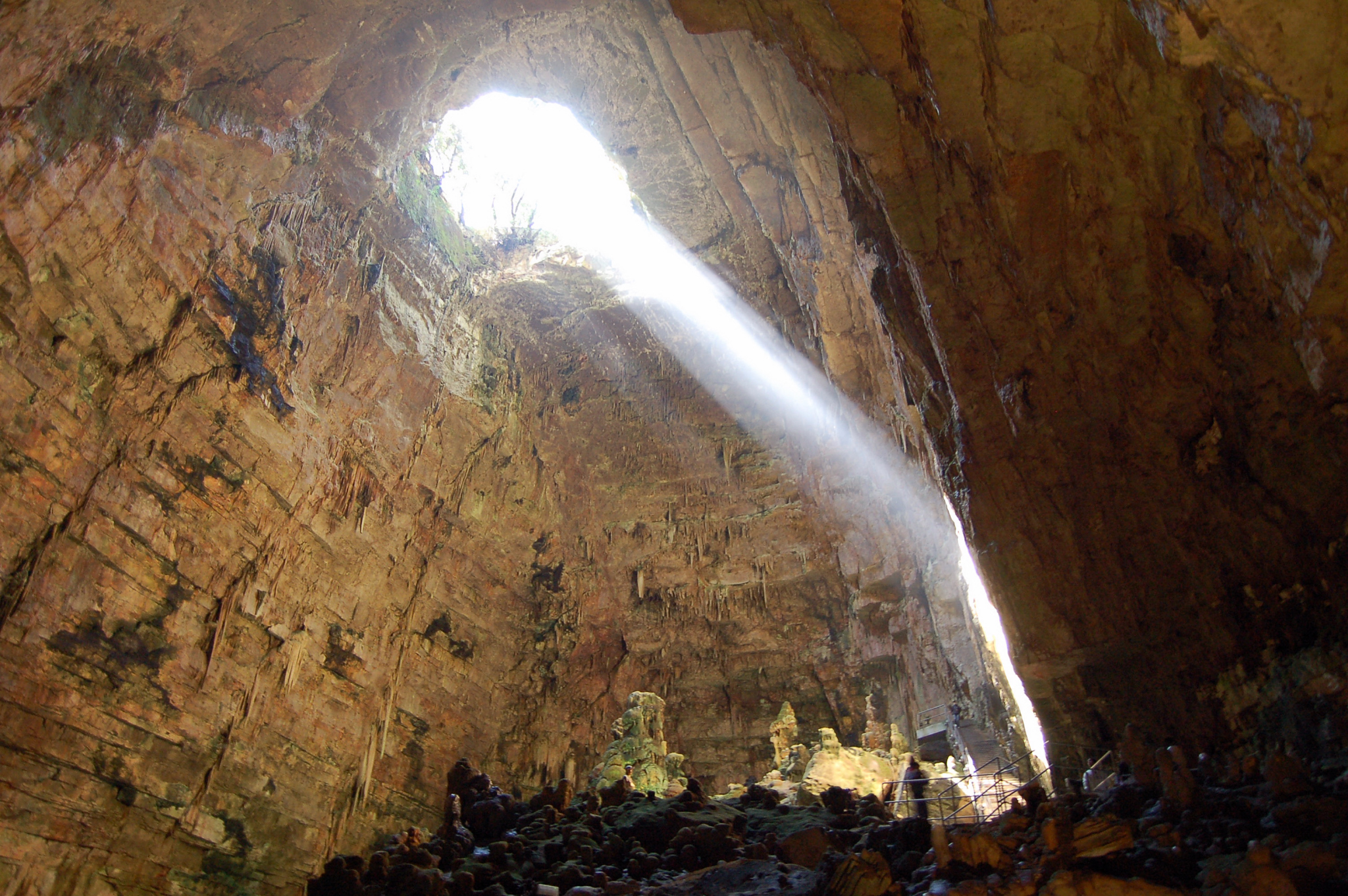
Grotte di Castellana bei Castellana Grotte bei Bari
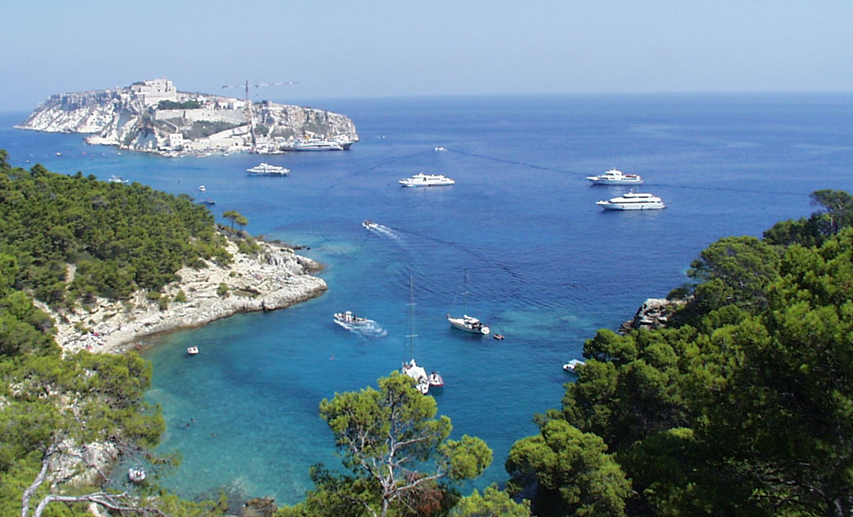
Isole Tremiti
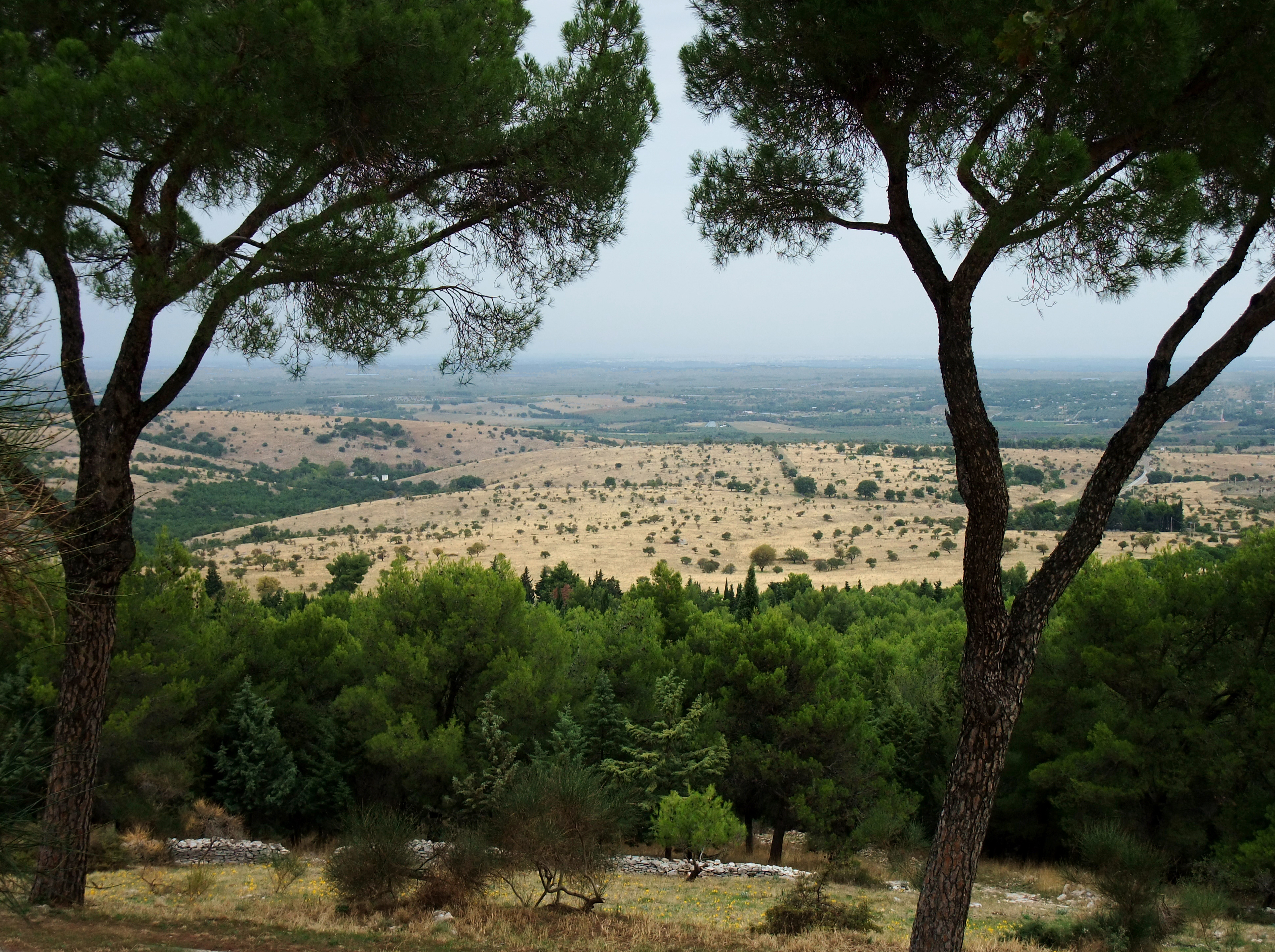
Frühherbstliche Landschaft um das Castel del Monte

### Klima
Das Klima ist mediterran mit feuchtmilden Wintern und trockenheißen Sommern.

## Geschichte
Der Hauptartikel Geschichte Apuliens behandelt die historische Entwicklung der südostitalienischen Region Apulien, die in etwa den Stiefelabsatz der italienischen Halbinsel einnimmt.

## Politik
Seit dem 26. Juni 2015 ist Michele Emiliano (PD) Präsident Apuliens.

## Verwaltungsgliederung und größte Städte
Apulien besteht aus den Provinzen Foggia, Barletta-Andria-Trani, Tarent, Brindisi, Lecce und der Metropolitanstadt Bari. Die 2004 gegründete Provinz Barletta-Andria-Trani wurde erst mit den Wahlen zur Provinzversammlung am 6. und 7. Juni 2009 geschäftsfähig.
| Provinz bzw. Metropolitanstadt | Hauptstadt                 | ISO   | Gemeinden | Einwohnerzahl (31. Dezember 2023) | Fläche (km²) | Bevölkerungs- dichte (Einw./km²) |
| ------------------------------ | -------------------------- | ----- | --------- | --------------------------------- | ------------ | -------------------------------- |
| Bari                           | Bari                       | IT-BA | 41        | 1.221.682                         | 3.825        | 319                              |
| Barletta-Andria-Trani          | Barletta, Andria und Trani | IT-BT | 10        | 377.929                           | 1.539        | 246                              |
| Brindisi                       | Brindisi                   | IT-BR | 20        | 377.240                           | 1.839        | 205                              |
| Foggia                         | Foggia                     | IT-FG | 61        | 593.078                           | 7.175        | 83                               |
| Lecce                          | Lecce                      | IT-LE | 97        | 767.231                           | 2.759        | 278                              |
| Tarent                         | Tarent                     | IT-TA | 29        | 553.501                           | 2.437        | 227                              |
| Apulien                        | Bari                       | IT-75 | 258       | 3.890.661                         | 19.366       | 201                              |

Provinzen und Metropolitanstadt Apuliens

Bari ist mit einer Agglomeration von fast 600.000 Einwohnern die Metropole Apuliens und nach Neapel die zweitgrößte Stadt Süditaliens. In der Region gibt es die folgenden größeren Städte. (Einwohnerzahlen Stand 31. Dezember 2023) Quelle: ISTAT
| Gemeinde | Provinz bzw. Metropolitanstadt | Einwohner |
| -------- | ------------------------------ | --------- |
| Bari     | Bari                           | 316.226   |
| Tarent   | Tarent                         | 187.025   |
| Foggia   | Foggia                         | 145.652   |
| Andria   | Barletta-Andria-Trani          | 96.941    |
| Lecce    | Lecce                          | 94.250    |
| Barletta | Barletta-Andria-Trani          | 92.365    |
| Brindisi | Brindisi                       | 82.298    |

Die Liste der Gemeinden in Apulien beinhaltet alle Gemeinden der Region mit Einwohnerzahlen.

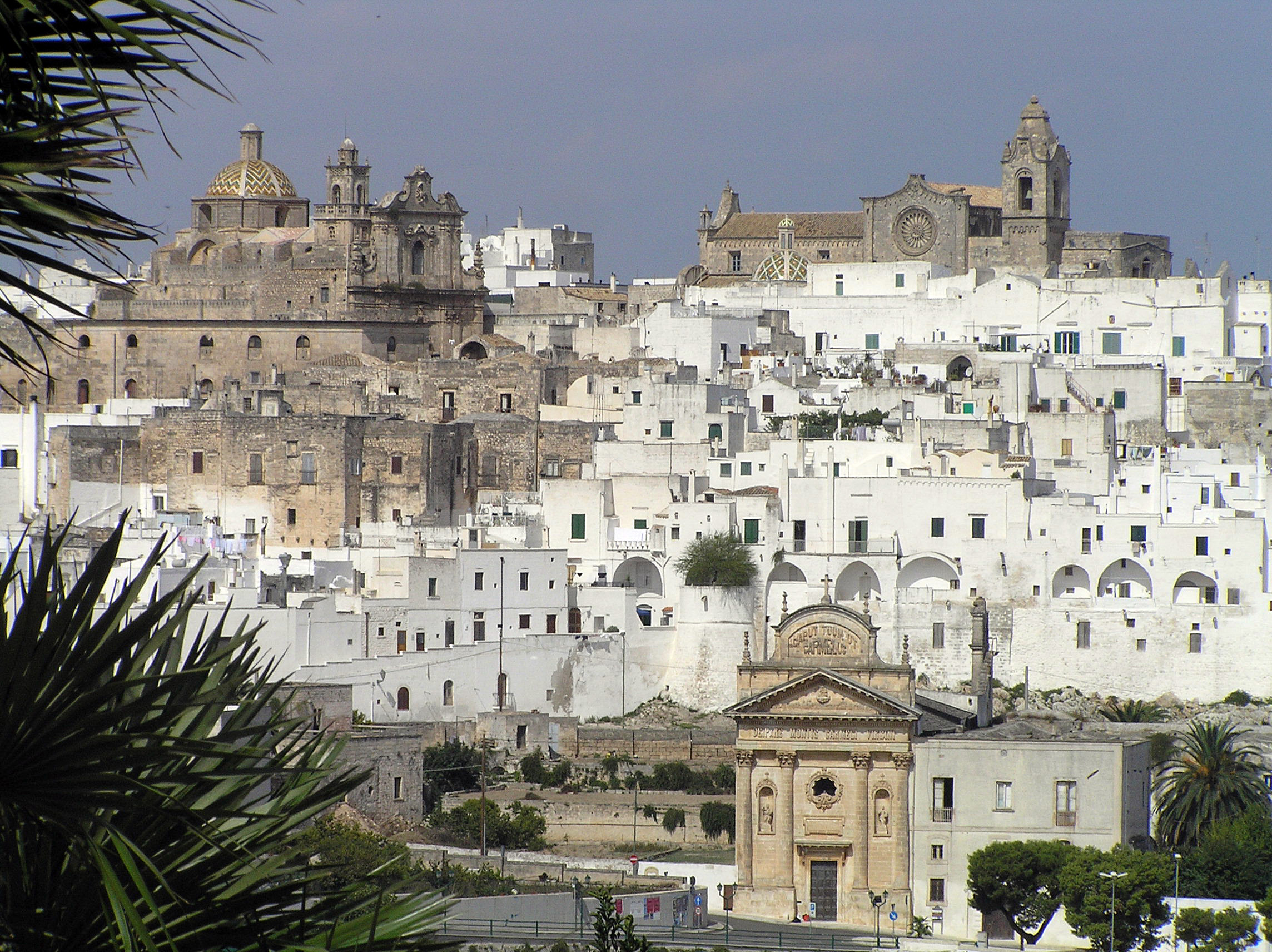
Die Altstadt von Ostuni
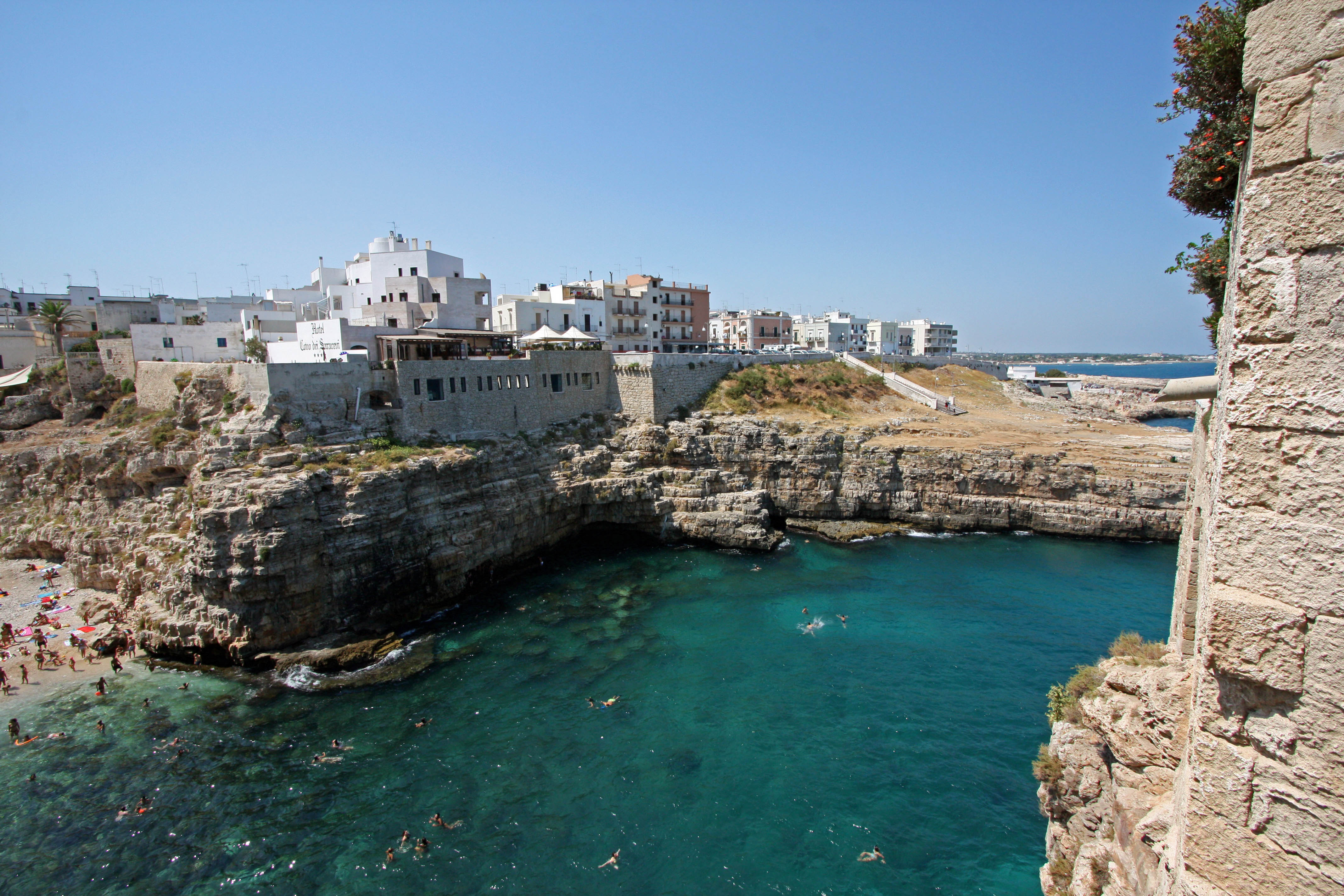
Polignano a Mare
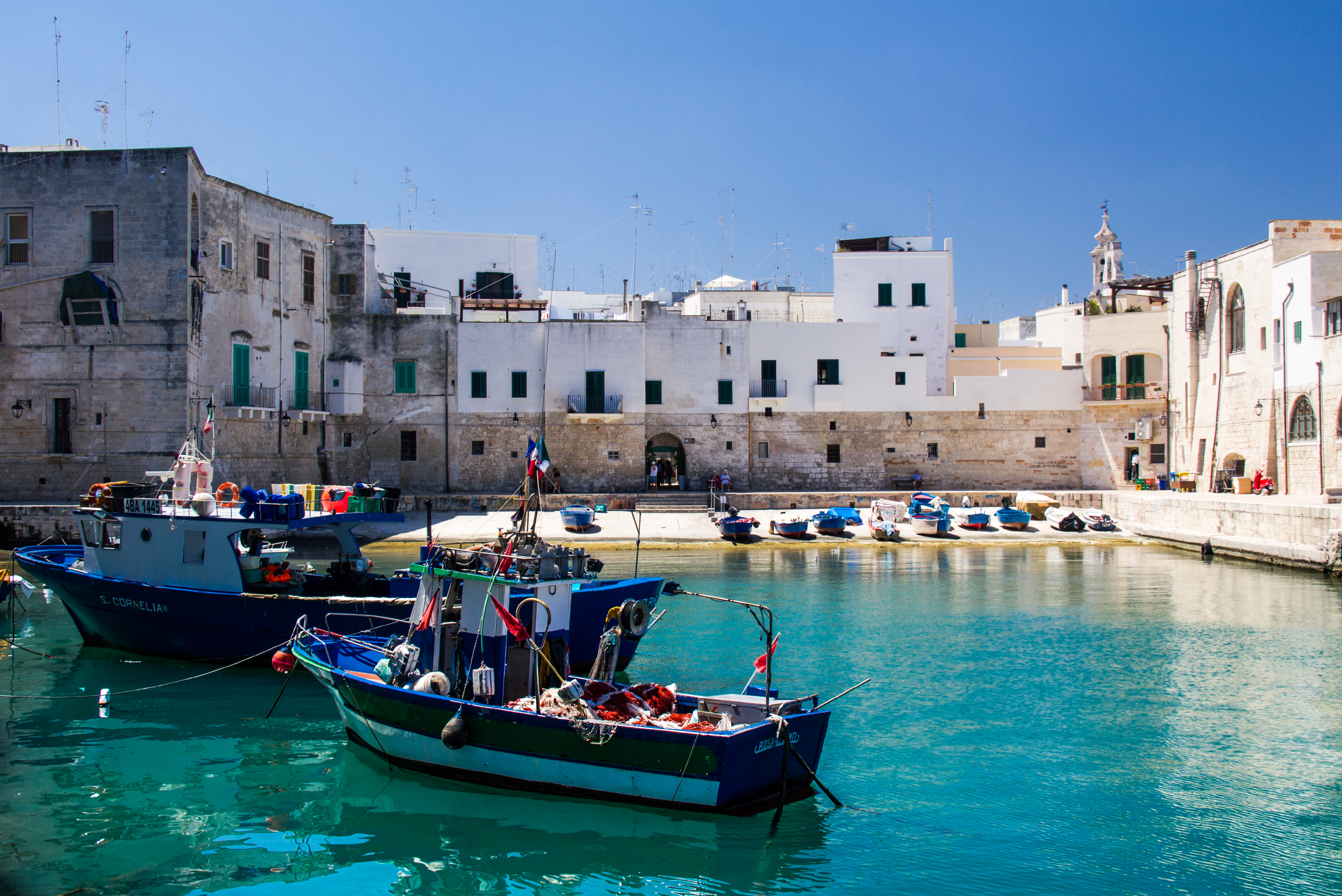
Der alte Hafen von Monopoli
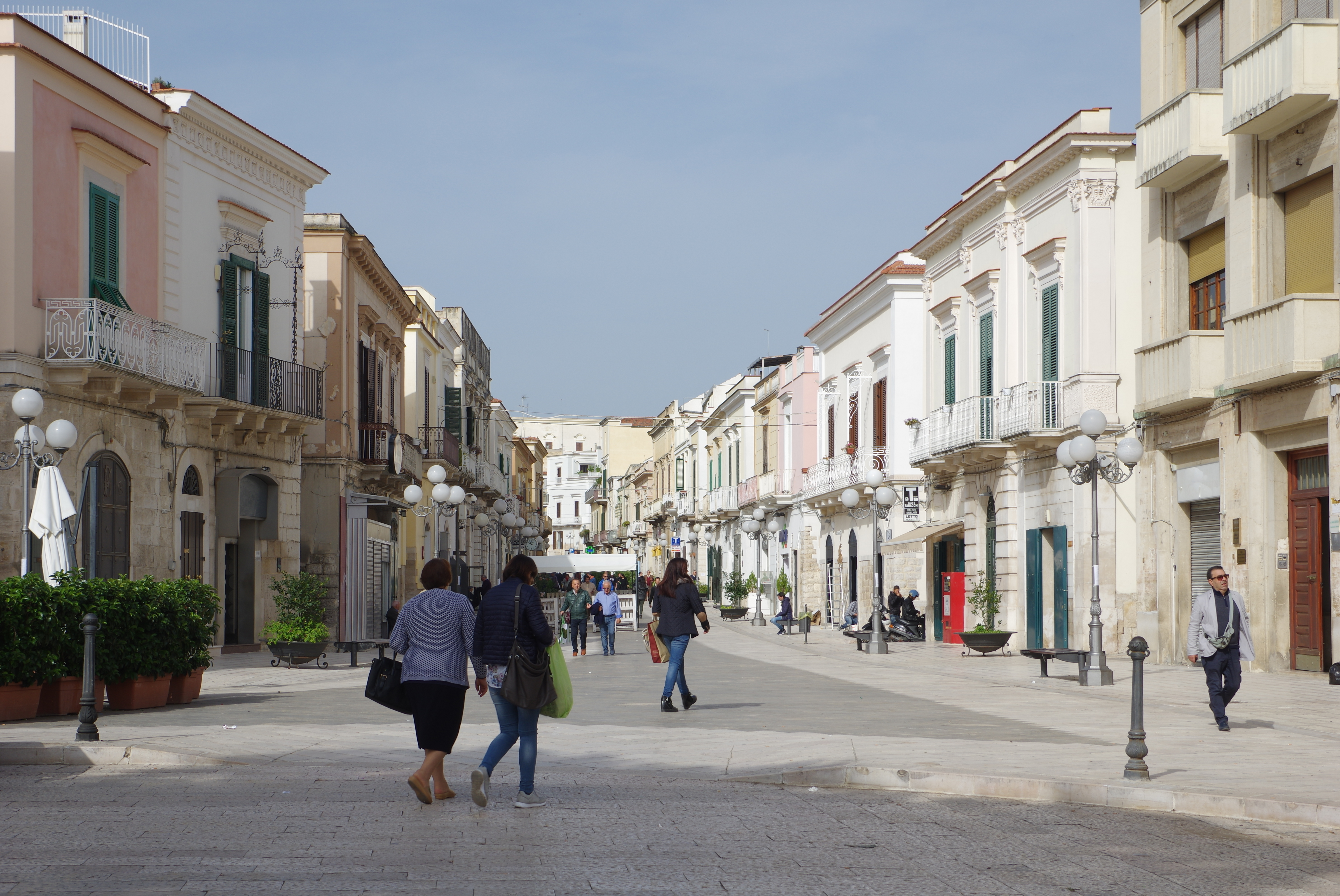
Der Corso San Sabino in Canosa di Puglia
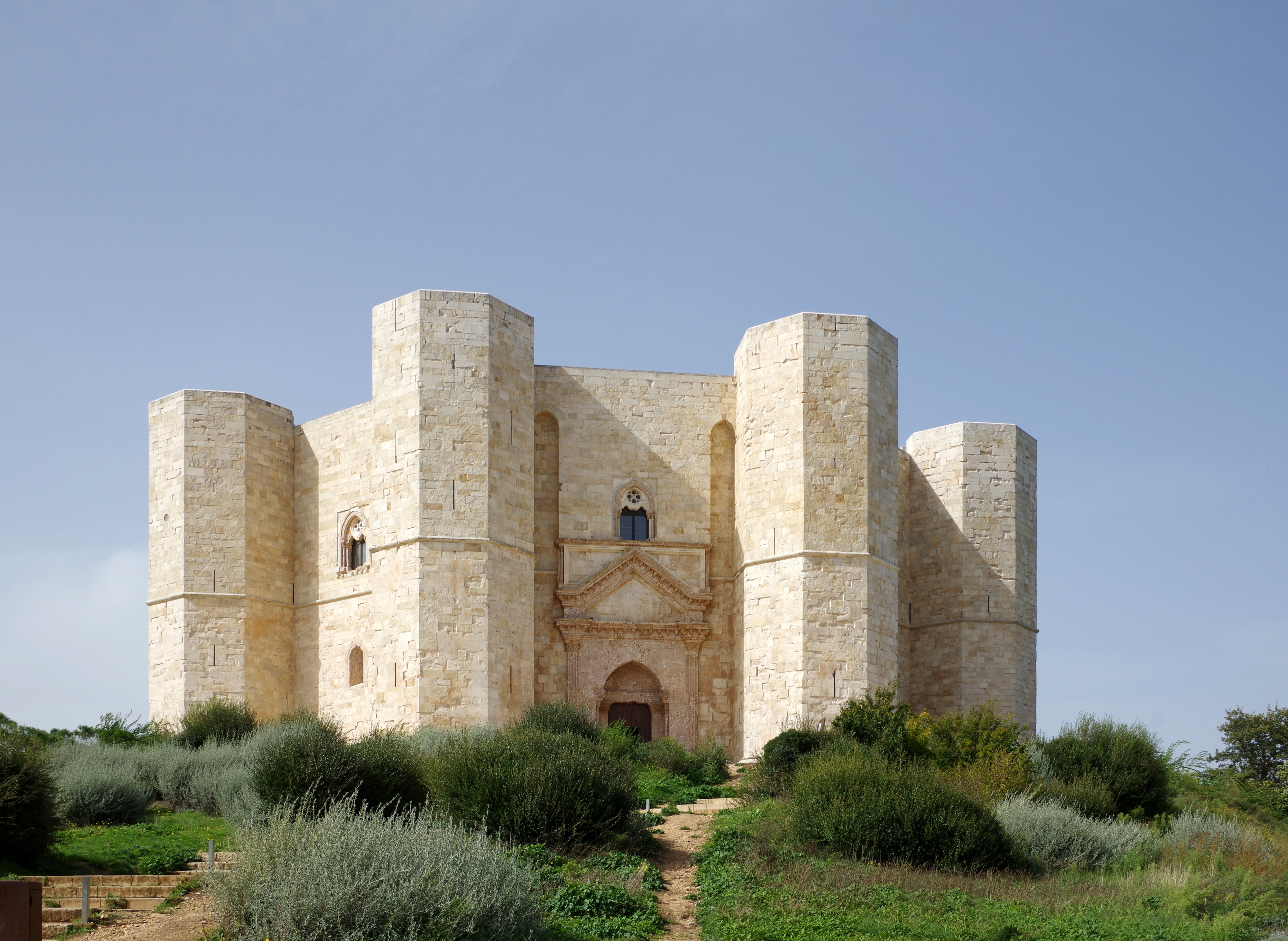
Castel del Monte, eines der Wahrzeichen und Sehenswürdigkeiten der Region
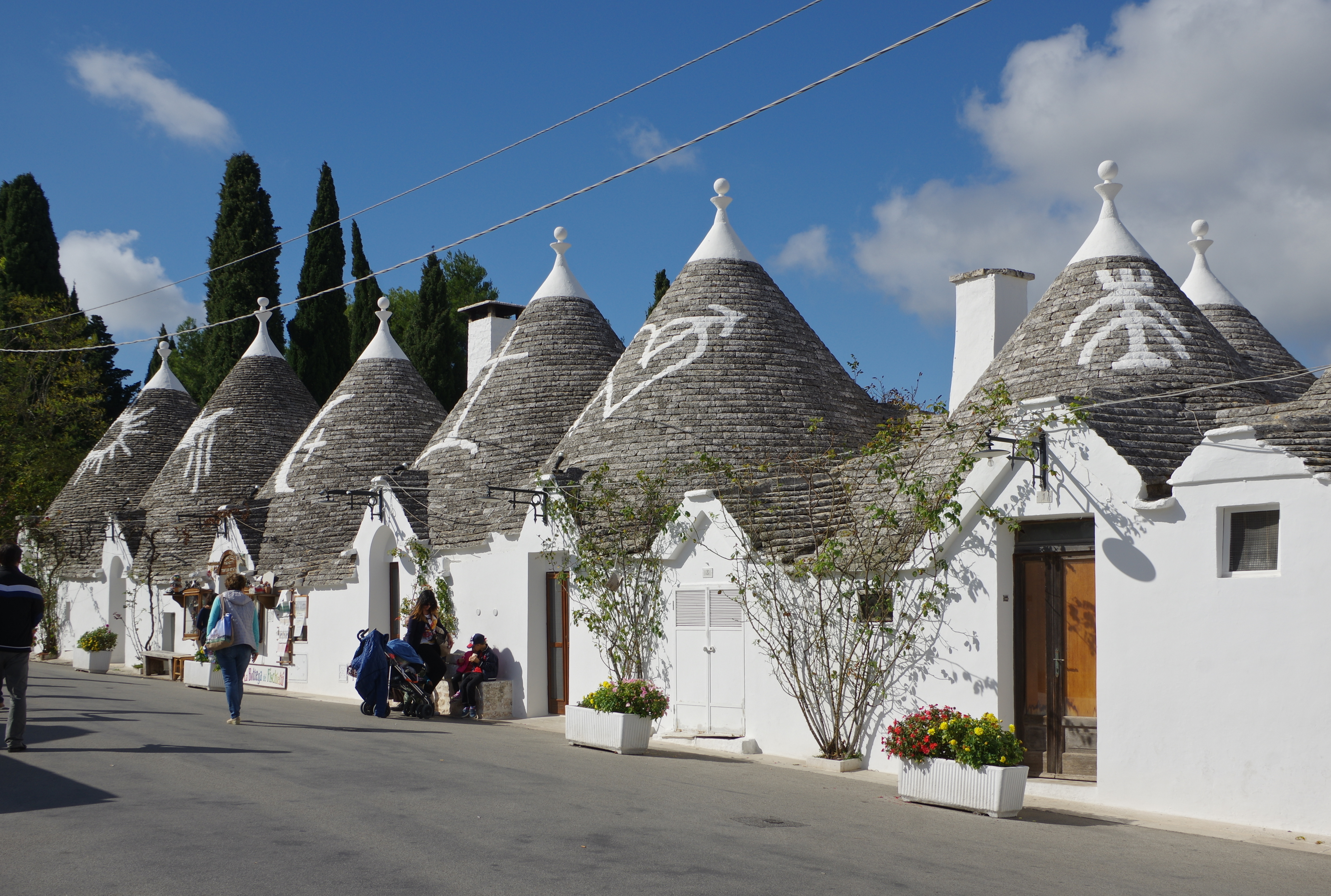
Trulli in Alberobello nahe der Metropolitanstadt Bari

## Wirtschaft
Im Vergleich mit dem Pro-Kopf-BIP der EU (kaufkraftadjustiert) erreichte die Region Apulien im Jahr 2015 einen Index von 63 (EU 28: 100). Mit einem Wert von 0,852 erreicht Apulien Platz 17 unter den 20 Regionen Italiens im Index der menschlichen Entwicklung.
Im Jahr 2017 betrug die Arbeitslosenquote 18,8 %.

### Landwirtschaft
In den fruchtbaren Küstenebenen gedeihen neben Mandeln, Oliven, Getreide und Tomaten auch Kaktusfeigen, Trauben, Feigen sowie Zitrusfrüchte. Der milde Winter ist ideal für den Stängelkohl, der an wilden Brokkoli erinnert und die Basis des berühmten apulischen Gerichts Orecchiette con cima di rapa bildet.
Apulien ist ein wichtiges Weinbaugebiet mit vorwiegend gehaltvollen Rotweinen. Wichtige Rebsorten sind Primitivo, Negroamaro und Nero di Troia. Auf einer Anbaufläche von 107.571 Hektar wird eine Gesamtproduktion von 7.580.000 Hektolitern (DOC-Produktion: 259.900 hl) erzeugt. Bekannte Weinbau-Regionen sind Manduria, die Halbinsel Salento, die Gebiete um das Castel del Monte, Canosa di Puglia, Locorotondo und Foggia.
Apulien wurde 2013 als erste europäische Region vom Olivenbaumsterben betroffen und in entsprechende Schutzzonen aufgeteilt.

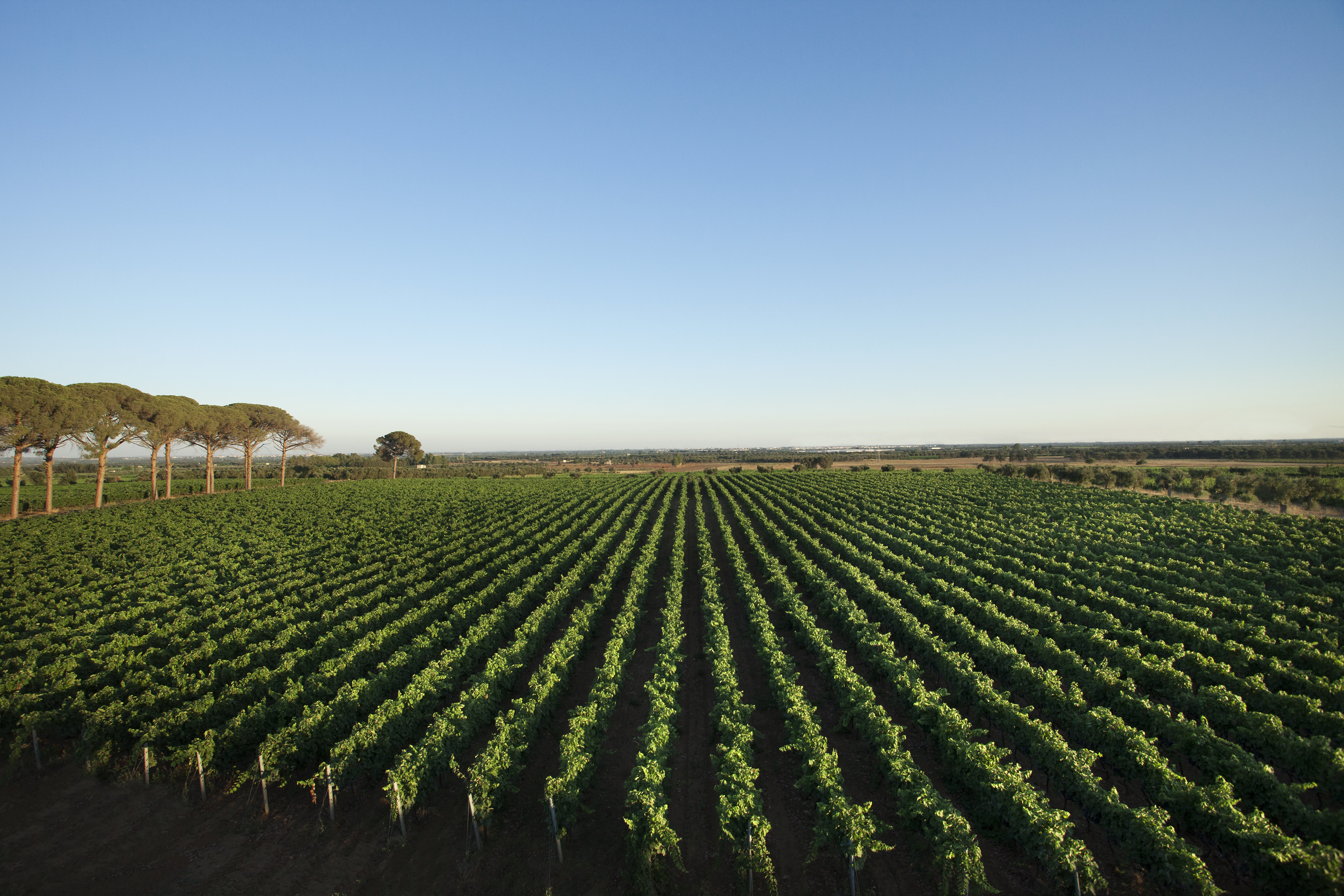
Weinanbaugebiet auf Salento
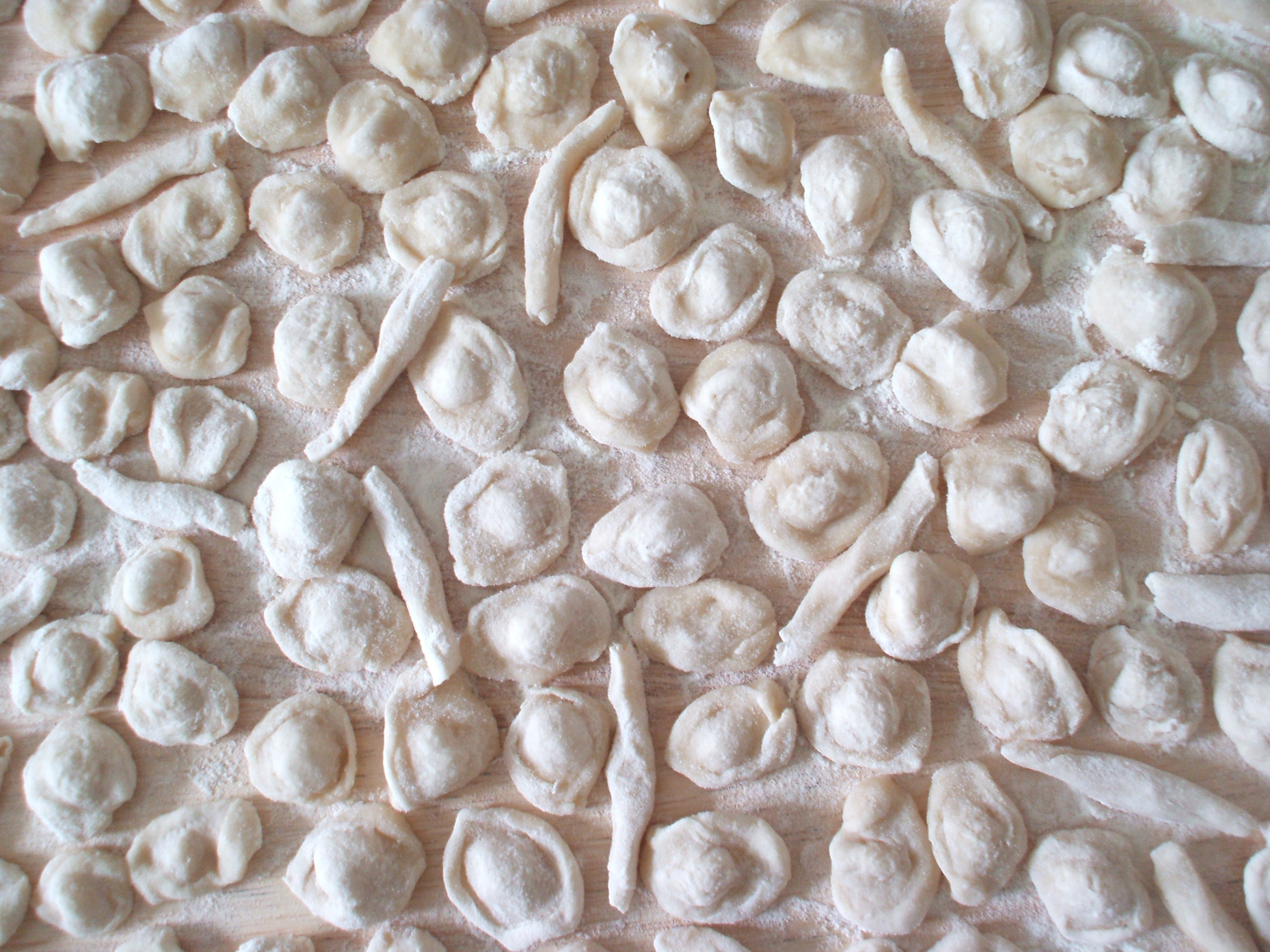
Orecchiette pugliesi
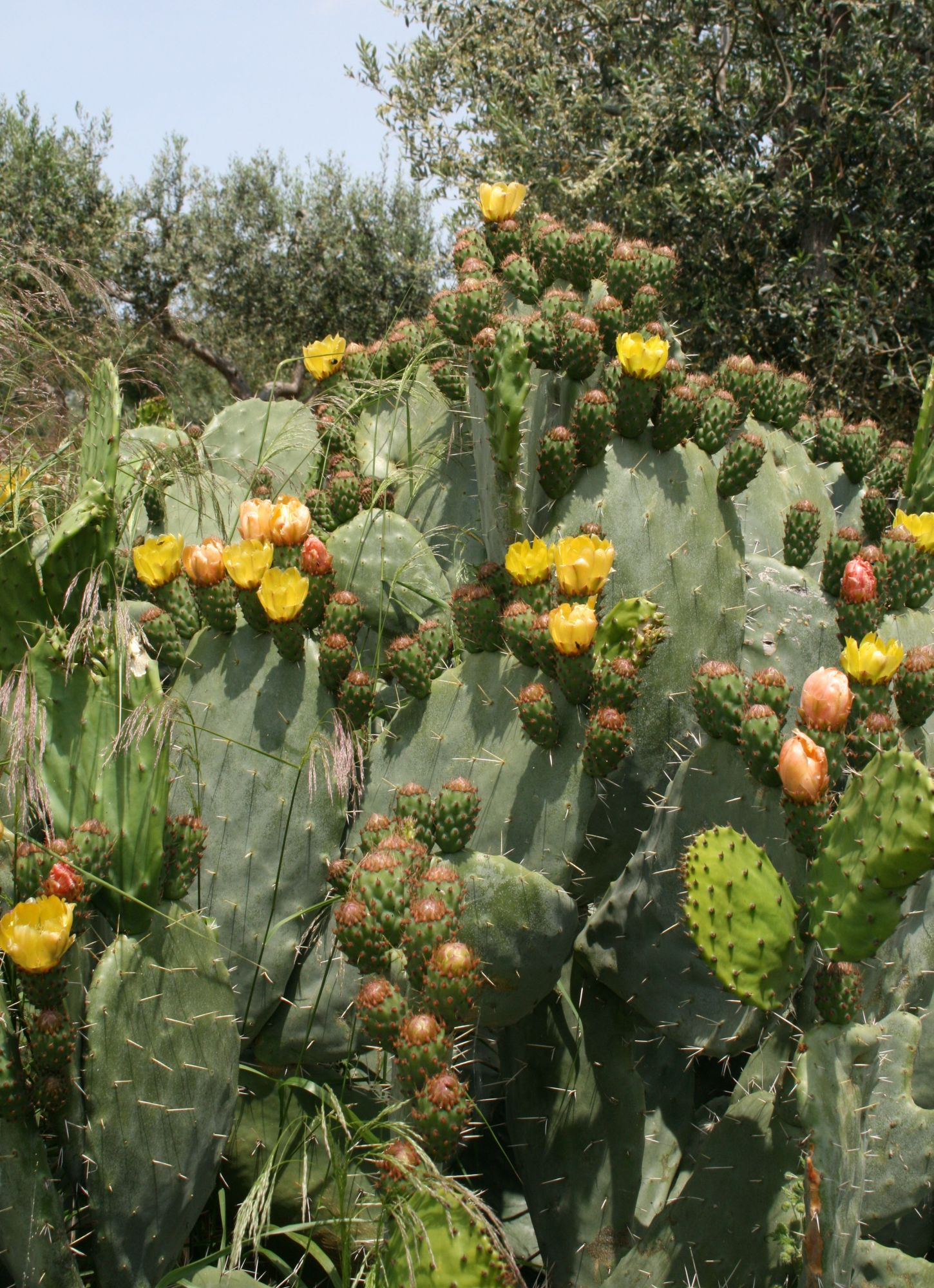
Kaktusfeigen bei Foggia
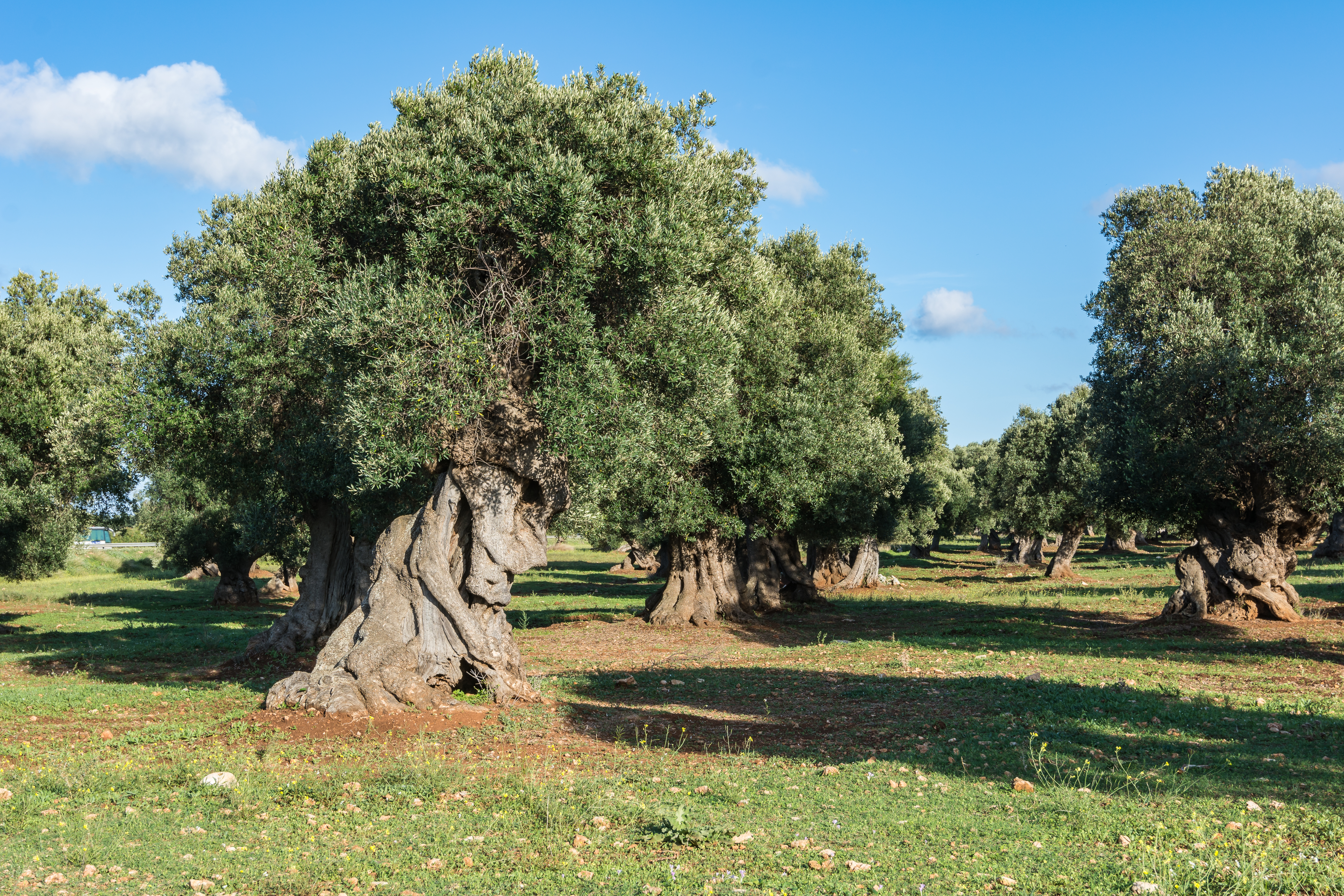
Olivenhain in Ostuni

### Flughäfen
Apulien bildete luftfahrthistorisch das Sprungbrett Italiens in den Orient. Aus diesem Grund gibt es in dieser Region eine starke Konzentration von Zivil- und Militärflugplätzen. Die Betreibergesellschaft Aeroporti di Puglia betreibt neben dem Flughafen von Bari-Palese auch den Verkehrsflughafen Brindisi-Casale sowie die Flugplätze von Tarent-Grottaglie und Foggia. Der Flughafen von Bari ist zusammen mit dem Flughafen Brindisi-Casale der wichtigste in der Region Apulien, Tarent und Foggia haben hingegen nur regionale beziehungsweise lokale Bedeutung.
Der Flughafen Bari liegt acht Kilometer nordwestlich von Bari, der Hauptstadt der Region Apulien. Er wurde Ende 2005 nach dem bürgerlichen Namen des verstorbenen Papstes Johannes Paul II. Karol Wojtyła benannt.

### Stahlindustrie
Die riesige Stahlfabrik ILVA S.p.A. in Tarent stellt mehr als 30 % des italienischen Stahls her und beschäftigt 25.000 Menschen. Es ist die größte Anlage dieser Art in Europa. Wegen massiver Umweltbelastungen mit vielen Todesfällen in der Region sind allerdings Teile der Anlage zurzeit stillgelegt und der italienische Staat übernahm die Kontrolle über den wichtigsten Arbeitgeber in der Region.